# Ґіорґі Абурджанія
Ґіорґі Абурджанія (груз. გიორგი აბურჯანია; 2 січня 1995, Тбілісі, Грузія) — грузинський футболіст, півзахисник іспанського клубу «Реал Ов'єдо» і збірної Грузії.

## Ігрова кар'єра
Ґіорґі Абурджанія почав свою кар'єру 2010 року в «Металурзі» (Руставі). Потім він пограв за грузинські клуби «Діла» і «Локомотив» (Тбілісі). 17 червня 2014 року він підписав дворічний контракт з кіпрським клубом «Анортосіс».
8 січня 2016 року Абурджанія переїхав до Іспанії, підписавши контракт на три роки з клубом Другого дивізіону Іспанії «Хімнастік» (Таррагона). Наприкінці січня він дебютував за клуб, відразу ставши гравцем основного складу. Перший гол на іспанській землі Ґіорґі забив 20 березня 2016 року в грі проти фарм-клубу «Атлетік Більбао».
2 серпня 2016 року він підписав контракт на чотири роки з «Севільєю», ставши виступати за фарм-клуб у другому дивізіоні. 1 серпня 2018 року, після вильоту фарм-клубу «Севільї» з другого дивізіону, Абурджанію віддали в оренду до «Луго».
У липні 2019 року Абурджанію віддали в оренду до голландського «Твенте». 3 серпня Ґіорґі дебютував в чемпіонаті Нідерландів. 15 вересня 2019 року забив перший гол у матчі з «Фортуною» (Сіттард), зустріч завершилася з рахунком 3:2.

## Кар'єра в збірній
Пройшовши всі рівні збірних Грузії (до 17, 19 та 21), Абурджанія дебютував за основну збірну 29 березня 2016 року в товариському матчі з Казахстаном.